# Hormone juvénile
 (juillet 2019).
Si vous disposez d'ouvrages ou d'articles de référence ou si vous connaissez des sites web de qualité traitant du thème abordé ici, merci de compléter l'article en donnant les références utiles à sa vérifiabilité et en les liant à la section « Notes et références ».
L'hormone juvénile est une hormone qui contrôle le développement post-embryonnaire chez les insectes. Elle doit son nom au fait qu'elle maintient les caractères juvéniles, en favorisant les mues larvaires et en retardant la métamorphose. Toutefois, elle n'intervient pas que chez les larves, puisqu'elle a aussi un rôle très important chez l'insecte adulte, où elle régule la reproduction, en particulier la vitellogenèse et l'ovogenèse chez la femelle. 
Il est quasiment impossible d'évoquer le rôle de l'hormone juvénile, au cours du développement comme lors de la reproduction, sans mentionner une autre hormone, l'ecdysone, avec laquelle elle a des interactions nombreuses. Mais le mode d'action exact de l'hormone juvénile, contrairement à celui de l'ecdysone, n'a pas encore été percé à jour.
De nombreuses substances mimétiques de l'hormone juvénile ont été découvertes, dans des extraits de plantes d'une part, mais aussi grâce à la synthèse chimique d'autre part. Certains de ces modulateurs endocriniens, appelés juvénoïdes, ont été utilisés avec succès comme insecticides très spécifiques, présentant une toxicité quasiment nulle pour la végétation et les autres animaux.

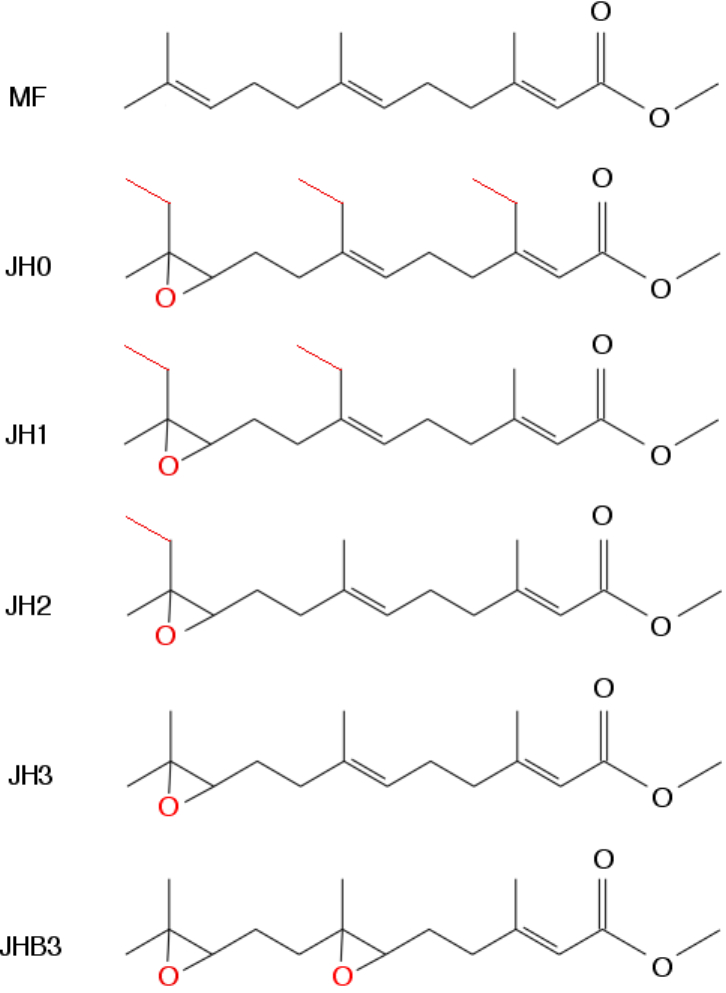
Formules du méthyl-farnésoate (MF) et des hormones juvéniles (en rouge, les différences par rapport au MF)

## Nature de l'hormone juvénile
On peut trouver chez les insectes plusieurs formes moléculaires d'hormone juvénile. D'une manière générale, ce sont des dérivés sesquiterpénoïdes proches de l'ester méthylique de l'acide farnésoïque (méthyl-farnésoate ou MF) et possédant un ou deux groupements époxydes. Les premières formes décrites ont été nommées dans l'ordre de leur découverte : JH1, JH2 et JH3 (JH venant évidemment de l'abréviation anglaise pour juvenile hormone). Puis d'autres formes ont été trouvées, dont la dénomination n'a plus suivi la même logique, notamment la JH0 (prononcer JH-zéro) trouvée dans les œufs de lépidoptères ou la JHB3 (JH3-bisépoxyde) trouvée chez les mouches. La plupart des insectes ne contiennent que de la JH3, hormis les mouches qui ont également de la JHB3 et les lépidoptères qui peuvent avoir plusieurs JH (JH0, 1, 2 ou 3) au sein de la même espèce.
Formulaire des différentes JH :
- JH1 (ou JH I) : hormone juvénile à 18 carbones et 1 époxyde : C18H30O3
- JH2 (ou JH II) : hormone juvénile à 17 carbones et 1 époxyde : C17H28O3
- JH3 (ou JH III) : hormone juvénile à 16 carbones et 1 époxyde : C16H26O3
- JH0 : hormone juvénile à 19 carbones et 1 époxyde : C19H32O3
- JHB3 : hormone juvénile à 16 carbones et 2 époxydes : C16H26O4

## Métabolisme de l'hormone juvénile
La biosynthèse s'effectue dans les corps allates, qui sont des glandes endocrines proches du cerveau, souvent associées aux corps cardiaques, avec lesquels elles constituent un organe présentant beaucoup d'analogies avec l'hypophyse des vertébrés.
La voie de biosynthèse est relativement bien connue car elle utilise des enzymes homologues à celles qui interviennent dans la biosynthèse des stérols chez les autres animaux. Mais les insectes, qui sont incapables de synthétiser les stérols et doivent les obtenir de leur alimentation, semblent avoir détourné la première partie de la voie métabolique des stérols au profit de la biosynthèse de l'hormone juvénile. 
La voie de biosynthèse (très simplifiée) de la JH3 est : acétate (acétyl-coenzyme A) → mévalonate → farnésol → farnésoate → méthyl-farnésoate → JH3.
Il existe un contrôle de l'activité des corps allates par des neuropeptides, soit des allatotropines (qui stimulent l'activité de biosynthèse de la JH par les corps allates), soit des allatostatines (qui inhibent cette activité).
La dégradation de l'hormone juvénile met essentiellement en jeu des enzymes qui hydrolysent la fonction ester méthylique (il s'agit de JH-estérases) ou qui transforment la fonction époxyde en une forme diol (il s'agit de JH-époxy-hydrolases). Ces enzymes sont particulièrement actives au moment où l'insecte entre en phase de métamorphose. 
Des dosages de l'hormone juvénile (effectués notamment par des tests biologiques, mais aussi par des méthodes immunologiques de type ELISA ou par chromatographie en phase gazeuse) montrent en effet que les taux hormonaux, qui sont élevés chez les jeunes larves, mais aussi chez les adultes, atteignent leurs niveaux les plus bas avant et pendant la métamorphose.

## Rôles biologiques de l'hormone juvénile

### Rôle dans le développement
De nombreuses expériences ont montré que l'hormone juvénile maintenait les caractères larvaires lors des mues et qu'au contraire, l'absence de cette hormone favorisait la métamorphose. C'est Sir Vincent Wigglesworth qui a découvert le rôle de l'hormone juvénile par des expériences sur une punaise hématophage, Rhodnius prolixus. Il a ainsi montré que l'hémolymphe d'une jeune larve était capable de retarder la métamorphose d'une larve plus âgée. Par contre, l'ablation des corps allates, source de l'hormone juvénile, conduit l'animal à effectuer une métamorphose précoce, donnant un adulte de  taille plus petite que la normale. D'autres expériences ont également été faites par cet auteur sur le ver de farine, Tenebrio molitor, qui a donné son nom à une méthode très sensible de dosage de l'activité biologique de l'hormone juvénile, le Tenebrio-test.
Les effets de l'hormone juvénile sur le développement ne s'expriment qu'en présence de l'hormone de mue ou ecdysone, dont elle module les effets : l'ecdysone (ou plus exactement son dérivé actif, la 20-hydroxy-ecdysone) déclenche une mue larvaire en présence d'hormone juvénile, et entraîne une mue de métamorphose en son absence.

### Rôle dans la reproduction
Le rôle le plus connu de l'hormone juvénile au cours de la reproduction est le contrôle de la vitellogenèse. Dans la plupart des espèces d'insectes (sauf les diptères supérieurs), cette hormone induit la synthèse de vitellogénines dans le corps gras de l'insecte : ces vitellogénines sont sécrétées dans l'hémolymphe puis absorbées par l'ovaire, et stockées dans les œufs pour constituer le vitellus. Chez les diptères supérieurs, c'est plutôt l'ecdysone qui a cette fonction, mais l'hormone juvénile intervient néanmoins de manière synergique.

## Mode d'action
Le mode d'action de l'hormone juvénile n'est pas encore connu. Agit-elle par l'intermédiaire d'un récepteur membranaire ? Ou d'un récepteur nucléaire ? Différents auteurs ont donné des arguments pour chacune des deux hypothèses (qui ne sont d'ailleurs pas exclusives, comme cela a été montré pour d'autres hormones). La protéine Usp a été proposée comme récepteur nucléaire possible de l'hormone juvénile, mais cela reste sujet à débat. Rappelons qu'Usp est le partenaire d'EcR pour la constitution du récepteur de l'ecdysone.

## Les juvénoïdes et leur utilisation insecticide
On doit la découverte du rôle insecticide des dérivés de l'hormone juvénile à un chercheur tchèque, Karel Slama, qui, en effectuant un stage aux États-Unis, s'est aperçu que le papier filtre utilisé dans le laboratoire américain perturbait le développement des insectes qu'il étudiait, une punaise du genre Pyrrhocoris connue sous le nom de gendarme, laquelle se développait pourtant parfaitement sur du papier européen [réf. nécessaire]. Le facteur papier, provenant de pins américains, a été isolé et s'est révélé très proche de la structure de l'hormone juvénile. C'était donc le premier composé juvénoïde, c'est-à-dire un modulateur endocrinien ayant des propriétés mimétiques de l'hormone juvénile, et perturbant le développement des insectes. Depuis, de nombreux autres composés voisins ont été isolés de plantes puis, surtout, synthétisés par les méthodes de la chimie organique. 
Certains, comme le méthoprène sont actuellement exploités comme insecticides dans l'agriculture ou pour les animaux domestiques, avec des risques pour les invertébrés sauvages non-ciblés, voire pour des animaux distants (comme les invertébrés marins), car ce produit est très actif, et à très faible doses.

## Les hormones juvéniles existent-elles chez les autres arthropodes?
Les hormones juvéniles d'insectes n'ont pas été retrouvées chez les autres arthropodes. Toutefois, certains d'entre eux, notamment des crustacés ou des tiques, sont sensibles aux composés juvénoïdes qui perturbent le développement ou la reproduction des insectes. Par exemple, chez le homard, l'application de juvénoïdes sur de jeunes larves, produit des stades larvaires supplémentaires, et retarde donc la métamorphose, comme chez l'insecte.
Il est donc vraisemblable que des hormones juvéniles différentes des JH d'insectes existent chez les autres arthropodes. Chez les crustacés, plusieurs études suggèrent que le méthyl-farnésoate (MF) pourrait ainsi jouer le rôle d'hormone juvénile.